# Cyperus setigerus
Cyperus setigerus är en halvgräsart som beskrevs av John Torrey och William Jackson Hooker. Cyperus setigerus ingår i släktet papyrusar, och familjen halvgräs. Inga underarter finns listade i Catalogue of Life.